# 卡南代瓜 (紐約州鎮)
卡南代瓜（英語：Canandaigua）是一個位於美國紐約州安大略縣的鎮。

## 人口
根據2020年美國人口普查的數據，卡南代瓜的面積為161.95平方千米，當中陸地面積為147.10平方千米，而水域面積為14.85平方千米。當地共有人口11109人，而人口密度為每平方千米69人。